# Zbysław
Zbysław – staropolskie imię męskie, złożone z dwóch członów: Zby- („zbyć się, pozbyć się”) i -sław.
Forma żeńska: Zbysława
Zbysław imieniny obchodzi 23 marca i 17 listopada.